# Osthaus Museum Hagen

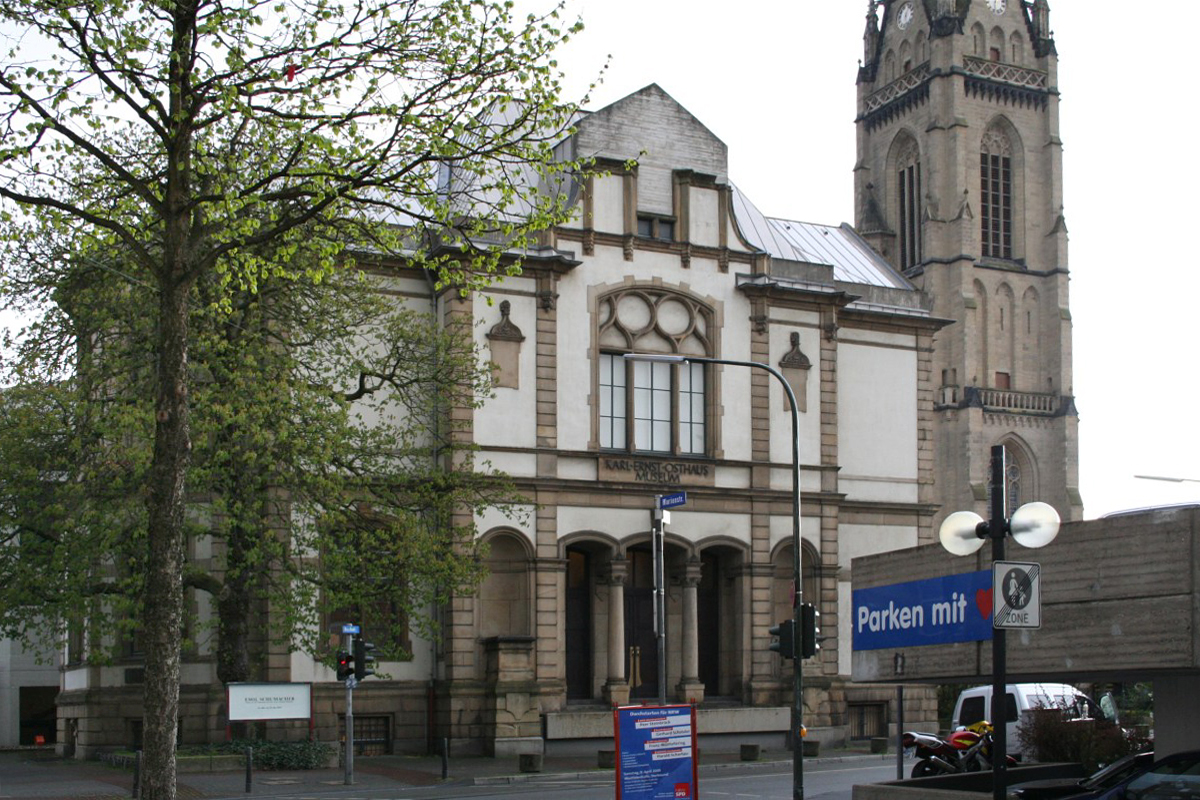
Osthaus Museum Hagen (2005)

Das Osthaus Museum Hagen ist ein nach dem Kunstmäzen Karl Ernst Osthaus benanntes städtisches Kunstmuseum für Moderne Kunst in Hagen. Seit 2024 wird es von Rainer Stamm geleitet.

## Geschichte
Osthaus beauftragte 1898 den Berliner Architekten Carl Gérard mit dem Bau des Museums, entschied sich jedoch 1900, den Innenausbau des Hauses nach Entwürfen von Henry van de Velde auszuführen. Mit diesem realisierte er zwischen 1906 und 1908 auch die Künstlerkolonie Hohenhagen und das Wohnhaus Hohenhof.
1902 wurde das Museum Folkwang in Hagen als weltweit erstes Museum für Zeitgenössische Kunst, die heute kunstgeschichtlich als Moderne Kunst gilt, eröffnet. Karl Ernst Osthaus organisierte im Museum Folkwang zahlreiche Ausstellungen (zum Beispiel Arbeiten der „Brücke“ im Sommer 1907) und pflegte intensive Kontakte zu verschiedenen Künstlern (unter anderem Ernst Ludwig Kirchner, Emil Nolde, Alexander Archipenko). 1909 gründete er ein zweites Museum, das Deutsche Museum für Kunst in Handel und Gewerbe, das auf Wanderausstellungen vorbildliches Kunstgewerbe zeigte.
Nachdem Osthaus 1921 im Alter von sechsundvierzig Jahren verstorben war, verkauften die Erben im folgenden Jahr den gesamten Bestand des Museums Folkwang und die Namensrechte an die Stadt Essen und den Folkwang-Museumsverein Essen, die 1922 das dortige Museum Folkwang gründeten. Die Sammlungen des zweiten Museums wurden ebenfalls verkauft und gelangten in den Besitz des Kaiser-Wilhelm-Museums in Krefeld. Der Museumsbau in Hagen wurde vom Kommunalen Elektrizitätswerk Mark zu einem Bürogebäude umgebaut, sodass auch ein großer Teil der bedeutenden Inneneinrichtung verloren ging.
In Hagen wurde 1930 in der Villa Post ein neues Kunstmuseum eröffnet: das städtische „Christian-Rohlfs-Museum“.
Im Zusammenhang mit den Säuberungen der deutschen Museen nach der Ausstellung „Entartete Kunst“ verlor auch das Hagener Kunstmuseum einen großen Teil seiner Bestände, unter anderem etwa 400 Werke von Christian Rohlfs. Weitere Bestände gingen im Zweiten Weltkrieg bei Bombenangriffen und bei Kriegsende durch Plünderungen verloren.
Bei der Wiedereröffnung des Museums Ende 1945 musste die Sammlung neu aufgebaut werden. Im Jahre 1955 konnte das alte Folkwang-Gebäude an der Hochstraße wieder bezogen werden, das später stark umgebaut wurde. Eine Restaurierung beziehungsweise teilweise Rekonstruktion der Jugendstil-Innenausstattung von Henry van de Velde wurde durch Spenden finanziert und bis zur Eröffnung der großen Henry-van-de-Velde-Ausstellung im Jahr 1991 fertiggestellt. Zeitgleich erfolgte auch eine Neuorientierung des Museums.
Seit den 1990er Jahren gibt das Museum auch wieder seine Schriften im eigenen Folkwang-Verlag, genannt Neuer Folkwang Verlag im Karl-Ernst-Osthaus-Museum Hagen, heraus.
Das Karl-Ernst-Osthaus-Museum war von 2006 bis Ende August 2009 geschlossen. Die Wiedereröffnung unter dem Namen Osthaus Museum Hagen erfolgte gemeinsam mit der Neueröffnung des Emil-Schumacher-Museums. Beide Museen bilden seitdem das Kunstquartier Hagen.

## Ausstellungen

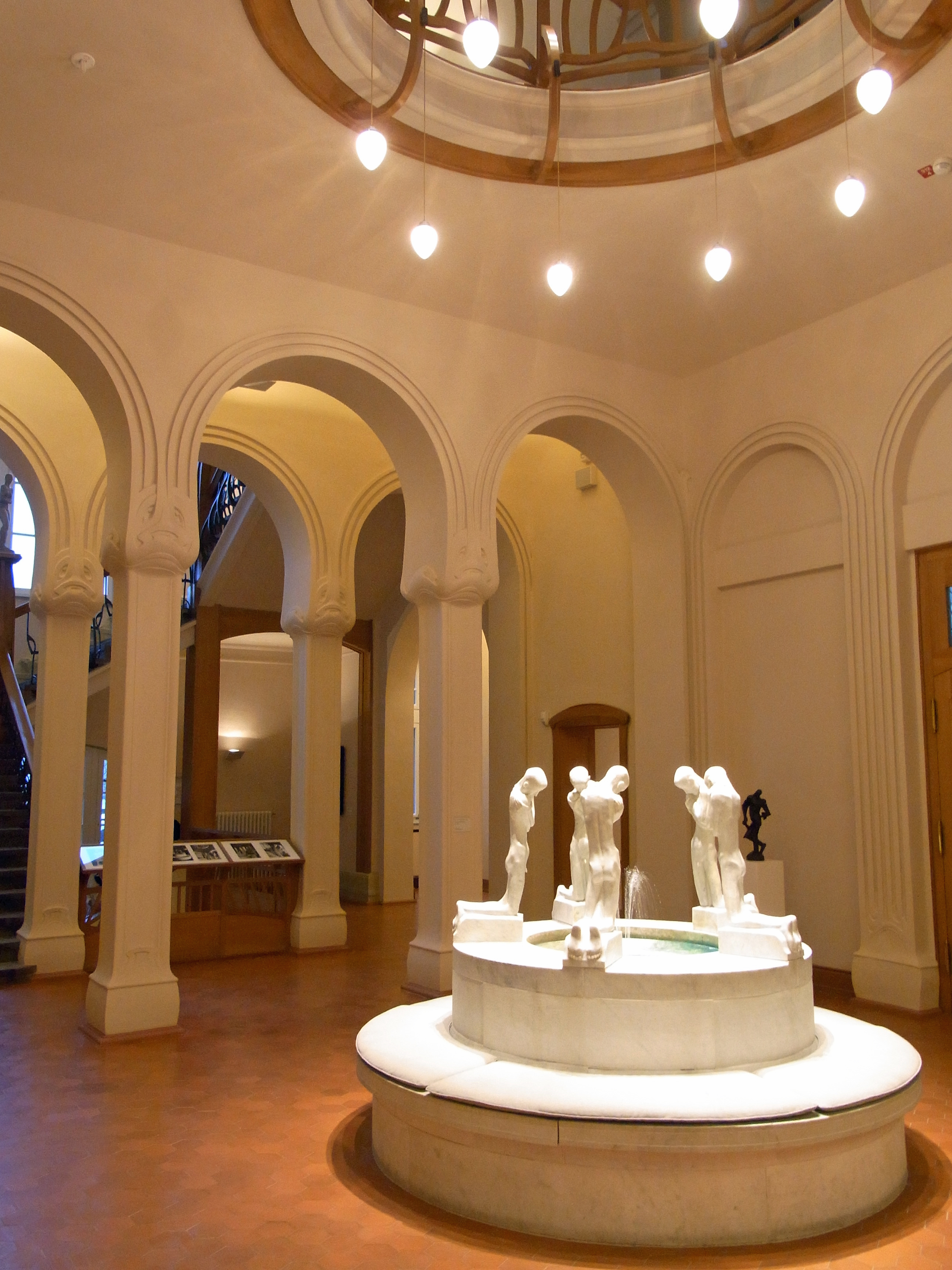
Brunnen in der Eingangshalle der historischen Villa (2009)

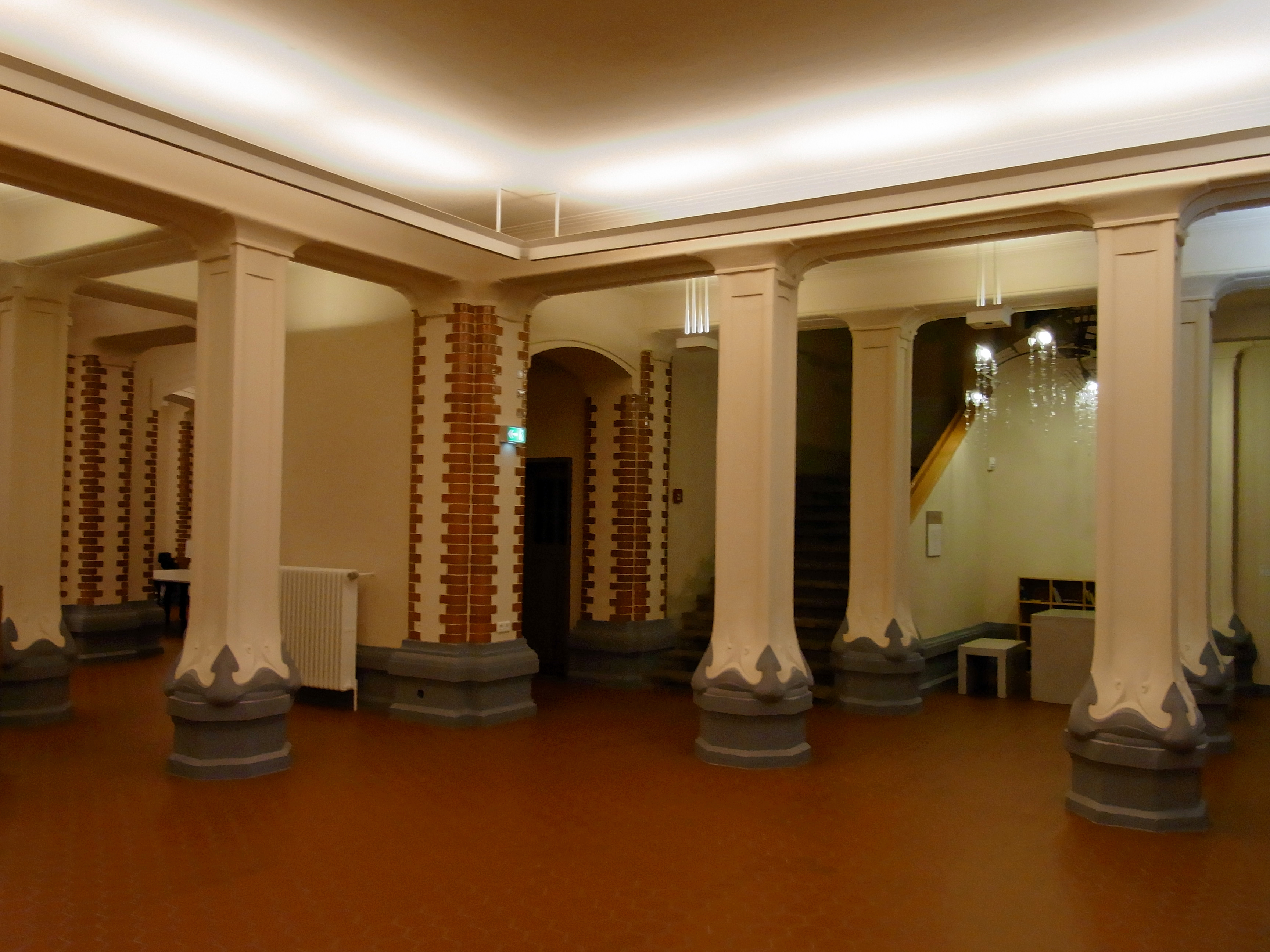
Architekturdetails im Kellergeschoss

Gezeigt werden zurzeit Werke aus den beiden Sammlungsabteilungen Klassischen Moderne und Zeitgenössischen Kunst, teilweise mit Bezug auf die ursprüngliche Folkwang-Sammlung von Karl Ernst Osthaus. In der historischen Eingangshalle wird Kunst um 1900 gezeigt, auf dieser Ebene ist außerdem die raumfüllende „Die Architektur der Erinnerung“ von Sigrid Sigurdsson zu sehen. Im Obergeschoss ist ein Raum mit Werken von Christian Rohlfs eingerichtet. Das Angebot soll durch wechselnde Präsentationen nicht gegenständlicher Farbmalerei ergänzt werden. Für die museumspädagogische Arbeit wurde das Junge Museum im Souterrain eingerichtet.
Das Museum beherbergt unter anderem Werke von
- Karl Albiker (1878–1961), Bildhauer
- Alexander Archipenko (1887–1964), Bildhauer
- Otto Dix (1891–1969), Maler und Grafiker
- Erich Heckel (1883–1970), Maler
- Ernst Ludwig Kirchner (1880–1938), Maler
- Ansgar Nierhoff (1941–2010), Bildhauer
- Hans-Peter Porzner (* 1958), Künstler und Autor
- Christian Rohlfs (1849–1938), Maler
- Franziskus Wendels (* 1960), Maler

## Namensänderungen und Museumskonzepte
Das Haus in Hagen hat in seiner Geschichte unterschiedliche Museen unter verschiedenen Namen beheimatet. Nach Verlust des Folkwang-Museums (durch Verkauf) wurde 1930 als Ersatz ein Museum unter dem Namen Christian-Rohlfs-Museum neugegründet. Die Umbenennung zum Städtischen Museum – Haus der Kunst 1934 durch die Nationalsozialisten reduzierte nicht nur den Namen, sondern diese griffen auch in den Fundus der Kunstwerke ein, da als „entartet“ angesehen wurde. 1937 wurde in der Nazi-Aktion „Entartete Kunst“ eine große Anzahl von Werken der modernen Kunst aus der Sammlung beschlagnahmt, insbesondere viele Tafelbilder und Grafiken von Christian Rohlfs. Viele davon wurden vernichtet.
Von 1939 bis 1945 firmierte das Museum unter dem Namen Karl-Ernst-Osthaus-Museum. Grund der Umbenennung war die vorherige Bezeichnung als Haus der Kunst, die nach einem Erlass nur noch vom Haus der Kunst in München verwendet werden durfte.
Der Neustart nach dem Zweiten Weltkrieg versuchte erneut an die Idee der Folkwang-Sammlung anzuknüpfen, indem es unter dem von den Nationalsozialisten eingeführten Namen Karl-Ernst-Osthaus-Museum eine entsprechende Sammlung wieder aufbaute.
Jede dieser Namensänderungen war mit gravierenden Änderungen des Museumskonzepts verbunden. 
Die jüngste Umbenennung des Museums im Jahre 2009 entstand im Vorfeld der Wiedereröffnung. Die neue Schreibweise Osthaus Museum Hagen ist zeitgemäßer und international nachvollziehbarer, da mit dem Ortsnamen verbunden. Zudem hebt sie den in der Zeit des deutschen Nationalsozialismus eingeführten Namen „Karl-Ernst-Osthaus-Museum“ auf.

## Künstler, deren Werke 1937 aus der Sammlung als „entartet“ beschlagnahmt wurden
Jankel Adler, Walther Bötticher, Theodor Brün, Otto Coester, Otto Dix, Lyonel Feininger, Xaver Fuhr, Erich Heckel, Reinhard Hilker, Josef Horn, Moissey Kogan, Moriz Melzer, Albert Müller, Edvard Munch, Wilhelm Nagel, Karel Niestrath, Emil Nolde, Otto Pankok, Imre Reiner, Christian Rohlfs, Egon Schiele, Milly Steger, Eberhard Viegener, Albert Schamoni, Jan Thorn-Prikker und weitere Künstler, deren Namen nicht identifiziert wurden (H.W, Dorn, Sievert und Willings). Bei Dorn könnte es sich um Johanna Dorn-Fladerer handeln.